# Batalla de Laguna Salada
La batalla de Laguna Salada fue un enfrentamiento militar librado el 25 de mayo de 1820 en el contexto de la guerra de independencia de Colombia, entre las fuerzas patriotas y realistas, con victoria de las primeras.

## Antecedentes
El 2 de enero de 1820 llega a isla Margarita el coronel Mariano Montilla con órdenes de Simón Bolívar de preparar una expedición naval contra la provincia de Santa Marta. Finalmente, el 7 de marzo, zarpa junto al almirante Luis Brión, 14 naves menores y 1200 a 1300 soldados, destacando 678 miembros de la Brigada Irlandesa. La Comandancia General de la Armada quedó a cargo del mayor general de la Marina Lino de Clemente.
El 11 de marzo la escuadra fondeó frente al puerto de Riohacha, iniciándose un fuerte cañoneo por todo el día. El gobernador de la plaza, coronel José Solís, se negó a aceptar las intimaciones de rendición pero al iniciarse el desembarco republicano la mañana siguiente la evacuó, dejándola desierta. Montilla aprovechó su oportunidad y el 23 de marzo, Montilla salió para Valledupar con 500 soldados, dejando a Padilla y 300 hombres reclutados en las cercanías de Riohacha cubriendo su retaguardia. El 29 de marzo entraba en Valledupar, pero carente de caballería, no puede alejarse de la costa y establecer contacto con el resto de las tropas patriotas. Entre tanto, Brión y su escuadra se quedaron fondeados en el puerto.
Entre tanto, el gobernador de Santa Marta, Pedro Ruiz de Porras, reúne una poderosa hueste y ordena al coronel Vicente Sánchez de Lima recuperar Riohacha. El 17 de abril Montilla se retira al puerto con numerosos heridos y enfermos, habiendo enfrentado a las guerrillas de los coroneles José Solís y Juan Salvador Anselmo Daza en Moreno, Fonseca y San Juan.

## Fuerzas enfrentadas
La hueste reunida por Ruiz de Porras era grande, quizás hasta 1200 o 1500 combatientes, aunque en una carta de Luis Brión a Francisco de Paula Santander, fechada en Barranquilla el 29 de julio de 1820, se eleva la cifra a 2000 realistas de la comarca; de hecho, el historiador Nicolás González Chávez la acepta como válida para el número de realistas en la batalla. El historiador colombiano Jesús Clodoaldo Torres Almeida cree que Sánchez Lima concentró 2000 hombres en Ciénaga antes de atacar a Montilla, que tendría 500 soldados. Manuel Leónidas Scarpetta daba el mismo número de realistas, pero aumentaba el de independentistas a 800. O'Connor afirma que Padilla apoyó a Montilla con 3 compañías de infantería de Marina, un escuadrón de caballería y 200 lanceros.
Finalmente, el 18 de mayo 52 oficiales irlandeses se amotinaron por el impago de sus sueldos y los malos alimentos, se negaron a combatir y exigieron permiso para dejar de luchar por los colombianos y retirarse a la colonia británica más cercana, lo que mermó considerablemente las fuerzas del general. Gracias a la intercepción de oficiales como el coronel Eduardo Stopford y sus lugartenientes Francisco Burdett O'Connor, Guillermo Brown, Felipe Braum, Diego Whitle, Archibald Dunlop y otros, logró que parte de los irlandeses se sumaran a la defensa, ahora unidos a los infantes de marina y unos pocos vecinos que se sumaron como lanceros a caballo; contaba con una pequeña artillería pero operada por buenos oficiales.

## Batalla
Sánchez Lima había tomado posiciones junto a un bosque junto a la laguna Salada, Montilla ordenó una carga sorpresiva la madrugada del 25 de abril, dependiendo de su artillería para dispersar al enemigo. Finalmente, los monárquicos se retiran a la sabana de Patrón, donde la lucha sigue por una hora hasta que huyen en completa dispersión; el coronel realista pudo concentrar a los fugitivos a 14 leguas de la ciudad, lo que impidió un nuevo ataque. La lucha había durado tres horas.

## Consecuencias
Tras la victoria, el coronel licenció a los irlandeses por considerarlos poco fiables y empezó a evacuarlos el 4 de junio. Esta merma le impidió atacar Santa Marta directamente. Su campaña continuaría y el 9 de junio, mediante un desembarco sorpresa, se hacía con Sabanilla, siguiendo con Soledad y Barranquilla poco después. Es recibido con entusiasmo, entrega de provisiones y la adhesión de 800 reclutas. Montilla coordina sus movimientos con el coronel José María Córdova, quien acababa de entrar en Mompox el 22 de junio, y pronto empezaba el asedio de Cartagena de Indias, puerto vital en la zona.
Entre tanto, Sánchez Lima fue nuevamente vencido el 30 de octubre por el coronel José María Carreño y el capitán de navío José Prudencio Padilla en Río Frío, forzándolo a retirarse a San Juan Bautista de la Ciénaga; las fuerzas de Padilla incluían a los 300 reclutas de las sierras de Riohacha. El coronel Sánchez Lima huyó a Maracaibo y su ejército sufrirá una derrota decisiva el 10 de noviembre, cayendo Santa Marta al día siguiente.

### Estudios de la época
- González Chávez, Nicolás (1880). Cuadros sinópticos de la guerra de la independencia de los Estados Unidos de Colombia. París: A. Lahure.
- Restrepo, José Manuel (1858). Historia de la Revolución de la República de Colombia III. Besanzón: J. Jacquin.
- Scarpetta, Manuel Leónidas; Saturnino Vergara Moure (1879).  Julián Trujillo, ed. Diccionario biográfico de los campeones de la Libertad de Nueva Granada, Venezuela, Ecuador i Perú. Bogotá: M. Díaz.
- Urueta, José P. (1889). El gran almirante José Padilla. Cartagena: Editorial original & Tipografía de Antonio Araújo.

### Moderna
- Blanco Barros, José Agustín (2011).  Jorge Villalón Donoso & Alexander Vega Lugo, ed. Barranquilla. Bogotá: Kimpres. Tomo I de Colección José Agustín Blanco Barros. Obras completas. ISBN 978-9-58741-052-5.
- De Mosquera, Tomás Cipriano (2017).  Luis Villamarín, ed. Memoria sobre la vida del General Simón Bolívar: Libertador de la Gran Colombia, Perú y Bolivia. Lima: Ediciones LAVP. ISBN 9781542717526.
- Esteves González, Edgar (2004). Batallas de Venezuela, 1810-1824. Caracas: El Nacional. ISBN 978-980-388-074-3.
- Lecuna, Vicente (1950). Crónica razonada de las guerras de Bolívar: Formada sobre documentos, sin utilizar consejas ni versiones impropias. Conclusiones de acuerdo con hechos probados, y la naturaleza de las cosas II. Nueva York: Colonial Press.
- Mena Moreno, José Rafael (1969). Diario histórico de Venezuela. Caracas: Universidad Central de Venezuela.
- Ramón, Juan (2018). Historia de Colombia: Significado de la obra colonial. Independencia y República. Ediciones LAVP. ISBN 9780463800249.
- Saether, Steinar A. & Claudia Ríos Echeverry (2012). Identidades e independencia en Santa Marta y Riohacha, 1750-1850. Bogotá: Instituto Colombiano de Antropología e Historia. ISBN 9789588181295.
- Torres Almeida, Jesús Clodoaldo (1983). El almirante José Padilla (epopeya y martirio). Bogotá: Ediciones El Tiempo.
- Torres Almeida, Jesús Clodoaldo (1990). El almirante José Padilla: epopeya y martirio. Bogotá: Imprenta y Publicaciones de las Fuerzas Militares.
- Valencia Tovar, Álvaro; José Manuel Villalobos Barradas (1993). Historia de las fuerzas militares de Colombia: Armada Nacional IV. Barcelona: Planeta.
- Vergara, José R. & Fernando Baena (1922). Barranquilla: su pasado y presente. Barranquilla: Banco Dugand.

- Datos: Q85865526